# Hinunangan
Hinunangan is een gemeente in de Filipijnse provincie Southern Leyte op het eiland Leyte. Bij de laatste census in 2007 had de gemeente bijna 28 duizend inwoners.
Hinunangan staat bekend als de rijstschuur van de provincie, als gevolg van de vele rijstplantages op het uitgestrekte vlakke land.

## Geografie

### Bestuurlijke indeling
Hinunangan is onderverdeeld in de volgende 40 barangays:
| - Ambacon - Badiangon - Bangcas A - Bangcas B - Biasong - Bugho - Calag-itan - Calayugan - Calinao - Canipaan - Catublian - Ilaya - Ingan - Labrador | - Libas - Lumbog - Manalog - Manlico - Matin-ao - Nava - Nueva Esperanza - Otama - Palongpong - Panalaron - Patong - Poblacion - Pondol | - Salog - Salvacion - San Pablo Island - San Pedro Island - Santo Niño I - Santo Niño II - Tahusan - Talisay - Tawog - Toptop - Tuburan - Union - Upper Bantawon |

## Demografie
Hinunangan had bij de census van 2007 een inwoneraantal van 27.712 mensen. Dit zijn 2.696 mensen (10,8%) meer dan bij de vorige census van 2000. De gemiddelde jaarlijkse groei komt daarmee uit op 1,42%, hetgeen lager is dan het landelijk jaarlijks gemiddelde over deze periode (2,04%). Vergeleken met de census van 1995 is het aantal mensen met 5.542 (25,0%) toegenomen.

De bevolkingsdichtheid van Hinunangan was ten tijde van de laatste census, met 27.712 inwoners op 170,58 km², 162,5 mensen per km².